# Gridiron West League 2021-2022
La Gridiron West League 2021 è la 27ª edizione del campionato di football americano di primo livello, organizzato dalla Gridiron West.
Gli Westside Steelers e i Perth Blitz hanno partecipato congiuntamente (come Steelers nel campionato senior e come Blitz in quello giovanile), ma si sono ritirati dopo la 5ª giornata.

## Squadre partecipanti
| Club                  | Città      | Stadio | Sponsor ufficiale | Risultato nella stagione 2020 |
| --------------------- | ---------- | ------ | ----------------- | ----------------------------- |
| Claremont Jets        | Claremont  |        |                   |                               |
| Curtin Saints         | Bentley    |        |                   |                               |
| Perth Broncos         | Noranda    |        |                   |                               |
| Swan City Titans      | Stratton   |        |                   |                               |
| Vincent City Ducks    | Perth      |        |                   |                               |
| West Coast Wolverines | Craigie    |        |                   |                               |
| Westside Steelers     | Marangaroo |        |                   |                               |

## Stagione regolare

### Calendario

#### 1ª giornata
| Bentley 16 ottobre 2021, ore 19:00 | Claremont Jets | 20 – 6 | Vincent City Ducks | Curtin University Edinburgh Oval |

| Stratton 16 ottobre 2021, ore 19:00 | Swan City Titans | 31 – 20 | West Coast Wolverines | Farrall Oval |

| Bentley 16 ottobre 2021, ore 19:00 | Westside Steelers | 76 – 0 | Curtin Saints | Curtin University Edinburgh Oval |

#### 2ª giornata
| Bentley 22 ottobre 2021, ore 19:00 | Swan City Titans | 34 – 16 | Vincent City Ducks | Curtin University Edinburgh Oval |

| Bentley 23 ottobre 2021, ore 15:00 | Westside Steelers | 0 – 28 | Perth Broncos | Curtin University Edinburgh Oval |

| Bentley 23 ottobre 2021, ore 15:00 | Curtin Saints | 32 – 32 | West Coast Wolverines | Curtin University Edinburgh Oval |

#### 3ª giornata
| Leederville 30 ottobre 2021, ore 18:00 | Vincent City Ducks | 7 – 0 | Westside Steelers | Litis Stadium |

| Noranda 30 ottobre 2021, ore 19:00 | Perth Broncos | 12 – 14 | Swan City Titans | Lightning Park |

| Bentley 30 ottobre 2021, ore 19:00 | Curtin Saints | 30 – 12 | Claremont Jets | Curtin University Edinburgh Oval |

#### 4ª giornata
| Chidlow 6 novembre 2021, ore 17:00 | Claremont Jets | 52 – 0 | Westside Steelers | Chidlow Oval |

| Noranda 6 novembre 2021, ore 19:00 | Perth Broncos | 6 – 14 | West Coast Wolverines | Lightning Park |

| Leederville 6 novembre 2021, ore 19:00 | Vincent City Ducks | 20 – 28 | Curtin Saints | Litis Stadium |

#### 5ª giornata
| Chidlow 13 novembre 2021, ore 17:00 | Westside Steelers | 0 – 7 (a tavolino) | West Coast Wolverines | Chidlow Oval |

| Forrestfield 13 novembre 2021, ore 19:00 | Swan City Titans | 56 – 12 | Claremont Jets | John Reid Oval |

| Noranda 13 novembre 2021, ore 19:00 | Perth Broncos | 0 – 14 | Curtin Saints | Lightning Park |

#### 6ª giornata
| Craigie 20 novembre 2021, ore 19:00 | West Coast Wolverines | 14 – 14 | Claremont Jets | Warrandyte Park |

#### 7ª giornata
| Forrestfield 27 novembre 2021, ore 19:00 | Claremont Jets | 6 – 48 | Curtin Saints | John Reid Oval |

| Forrestfield 27 novembre 2021, ore 19:00 | Swan City Titans | 46 – 6 | Perth Broncos | John Reid Oval |

### Classifica
La classifica della regular season è la seguente:
- PCT = percentuale di vittorie, G = partite giocate, V = partite vinte,  P = partite perse, PF = punti fatti, PS = punti subiti

| Pos. | Squadra               | PCT   | G | V | N | P | PF  | PS  |
| ---- | --------------------- | ----- | - | - | - | - | --- | --- |
| 1    | Swan City Titans      | 1.000 | 5 | 5 | 0 | 0 | 181 | 66  |
| 2    | Curtin Saints         | .750  | 6 | 4 | 1 | 1 | 152 | 146 |
| 3    | West Coast Wolverines | .600  | 5 | 2 | 2 | 1 | 87  | 83  |
| 4    | Claremont Jets        | .417  | 6 | 2 | 1 | 3 | 116 | 154 |
| 5    | Vincent City Ducks    | .250  | 4 | 1 | 0 | 3 | 49  | 82  |
| 6    | Perth Broncos         | .200  | 5 | 1 | 0 | 4 | 52  | 88  |
| -    | Westside Steelers     | .200  | 5 | 1 | 0 | 4 | 76  | 94  |

## Playoff

### Tabellone
|  | Semifinali | Semifinali | Semifinali |  |  | XXVII West Bowl | XXVII West Bowl | XXVII West Bowl |  |
|  |            |            |            |  |  |                 |                 |                 |  |
|  | TBD        |            |            |  |  |                 |                 |                 |  |
|  |            |            |            |  |  |                 |                 |                 |  |
|  | TBD        |            |            |  |  |                 |                 |                 |  |
|  |            | TBD        |            |  |  |                 |                 |                 |  |
|  |            |            |            |  |  |                 |                 |                 |  |
|  |            |            | TBD        |  |  |                 |                 |                 |  |
|  | TBD        |            |            |  |  |                 |                 |                 |  |
|  |            |            |            |  |  |                 |                 |                 |  |
|  | TBD        |            |            |  |  |                 |                 |                 |  |

### Semifinali
| 2022 | TBD | – | TBD |  |

| 2022 | TBD | – | TBD |  |

### XXVII West Bowl
| 2022 | TBD | – | TBD |  |